# 卡马拉普拉姆
卡马拉普拉姆（Kamalapuram），是印度卡纳塔克邦Bellary县的一个城镇。总人口21811（2001年）。

## 人口
该地2001年总人口21811人，其中男性10927人，女性10884人；0—6岁人口3105人，其中男1522人，女1583人；识字率49.27%，其中男性为57.66%，女性为40.85%。